# Szekvencia (liturgia)
A szekvencia (latinul: sequentia, a sequor ’követ’ igéből) a római miseliturgiában a változó miseénekek egyike. Hagyományosan az Alleluját követően énekelték, de a megújított liturgiában az Alleluja előtt hangzik el.
Írásos hagyománya a 9. század közepe óta ismert. A szekvencia szó a megismételt Allauja-jubilis további melizmatikus kibővítését jelentette. Ezt nyugati frank szokás szerint szöveggel látták el, melyet prosának, a dallamot szekvenciának mondták. A tridenti zsinat utáni misékben négy szekvencia maradt: Victimi paschali laudes (húsvét), Veni Sancte Spiritus (pünkösd), Lauda Sion Salvatorem (Úrnapja), Dies irae (halottak napja). 1727-ben került a liturgiába a Stabat Mater Dolorosa (Fájdalmas Szűzanya napja), míg 1970-ben a Dies irae kikerült a gyászmisék liturgiájából.